# Šentanel
Šentanel (izgovori Šentanev) je naselje nad Prevaljami v Občini Prevalje. Njegovo ime izhaja iz starozaveznega imena Danijel, v nemščini zapisano St. Daniel, saj je bila leta 1755 župnija ustanovljena iz bližnjega Pliberka. Po drugi svetovni vojni so Sv. Danijel preimenovali v Spodnja Jamnica, sedaj pa je spet Šentanel.
Je hribovsko naselje na pobočju Strojne na nadmorski višini okoli 688 m, s pretežno samotnimi kmetijami (celki). Dostop v kraj je iz glavne ceste Dravograd-Črna na Koroškem pri Štoparjevem mostu (viaduktu za železnico). Hudourniki iz Strojne se stekajo v Šentanelsko Reko. Poleg Živinoreje, se prebivalci ukvarjajo z gospodarjenjem z gozdom in turizmom. V kraju je več turističnih kmetij. Sredi vasi je Brusnikova lesena kajža iz leta 1652, ena najstarejših ohranjenih kajž na Koroškem. Ima značilen koroški gank, ter s šitelni (značilna koroška lesena kritina) pokrita majhna okna. Pod naseljem je tudi etnološka dediščina in kulturni spomenik, 150 let star delujoč Povhov mlin.
Kraj ima tudi turistično in kulturno društvo s folklorno skupino in pevskimi zbori. Posebnost je ohranjanje narečnih pripovedi dramske skupine in ljudsko prepevanje Šentanelskih paurov.
V župniji deluje mešani pevski zbor, ki se je 1998 poimenoval po Luki Kramolcu. Vodil ga je nad 25 let Marijan Gerdej. Ta zbor je širil slovensko religiozno in posvetno pesem po različnih krajih v Slovenije in v tujini (Pliberk, Gradec, kjer so priredili koncert ob 10-letnici samostojne Slovenije). V Šentanelu je bil rojen in je živel tudi Andrejčev oča, Ciril Marin, ki je pisec kronike in pevec.
V župnišču hranijo spise od 14. stoletja, ki pričajo o dejavnosti Sv. Danijela. Pomembni so zapisi o stolih v cerkvi (1763) in o bratovščini svetega Danijela, tudi iz tega obdobja, kjer so zapisana imena kmetij in naselij (Šentanel, Strojna, Jamnica, Dolga brda, itd.)

## Znani ljudje, povezani s krajem
V Šentanelu so bili rojeni skladatelj Luka Kramolc, metalurg Mitja Šipek in organist Štefan Kramolc, sem pa je prihajal tudi Blaž Mavrel, ljudski pesnik iz bližnje Strojne, kjer je živel na Stontni. Tu je bil za duhovnika Franc Ksaver Meško (1901–1906).